# Pierre-Marie Deloof
Pierre-Marie Deloof (* 29. September 1964 in Brügge) ist ein ehemaliger belgischer Ruderer. Er gewann zusammen mit Dirk Crois Silber im Doppelzweier bei den Olympischen Spielen 1984.
Deloof belegte 1980 bei den Juniorenweltmeisterschaften den sechsten Platz im Doppelzweier. 1981 und 1982 gewann er jeweils die Bronzemedaille im Einer. 1984 erkämpfte er im Einer die Silbermedaille beim Match des Seniors, dem Vorgängerwettbewerb der U23-Weltmeisterschaften. 
Bei den Olympischen Spielen 1984 war das Feld in allen Bootsklassen ausgedünnt, da wegen des Olympiaboykotts mit der DRR und der Sowjetunion zwei der stärksten Rudernationen abwesend waren. Im Doppelzweier waren elf Boote am Start, als Vorlaufsieger zogen die Deutschen Andreas Schmelz und Georg Agrikola sowie Crois und Deloof direkt ins Finale ein, über die Hoffnungsläufe kamen die Boote aus den USA und Jugoslawien sowie aus Kanada und Italien hinzu. Das Finale gewannen die US-Ruderer Brad Alan Lewis und Paul Enquist mit etwa 1,30 Sekunden Vorsprung auf die Belgier, die ihrerseits 1:40 Sekunden Vorsprung auf die Jugoslawen Zoran Pančić und Milorad Stanulov hatten.
Im Jahr darauf gewann bei den Weltmeisterschaften 1985 der Doppelzweier aus der DDR vor dem Boot aus der Sowjetunion, Bronze ging an den Schweizer Doppelzweier, eine Hundertstelsekunde dahinter belegten Crois und Deloof den vierten Platz. 1987 in Kopenhagen erreichten die Belgier den fünften Platz.